# Im Kopf von House
Im Kopf von House (im englischen Original House’s Head) ist eine Emmy-prämierte Episode der US-amerikanischen Fernsehserie Dr. House. Sie ist der erste Teil des zweiteiligen Staffelfinales der vierten Staffel und wird fortgesetzt in „Im Herzen von Wilson“. In Deutschland lief die Folge am 2. Dezember 2008 auf RTL. Neben der Stammbesetzung gastieren die Schauspielerin Ivana Miličević und der Musiker Fred Durst (Cameo-Auftritt als Barkeeper). Verschiedene Produzenten der Serie wirkten am Drehbuch mit und Greg Yaitanes führte Regie.

## Handlung
Dr. House wacht in einem Stripteaselokal auf und weiß nicht, wie er dort hingekommen ist. Er hat keine Erinnerung daran, was in den letzten vier Stunden geschah. Er diagnostiziert bei sich selbst eine Gehirnerschütterung und eine Stripperin entdeckt bei ihm eine Kopfwunde. Als er das Lokal verlässt, sieht er den Schauplatz eines Unfalls, bei dem ein Müllwagen einen Linienbus rammte. House wird klar, dass er in dem Bus saß und kurz bevor es zu dem Unfall kam ein Symptom bei jemandem beobachtete, weiß aber weder bei wem, noch was er gesehen hat. Er fährt ins Krankenhaus, um die vergessene Zeit aufzuarbeiten und herauszufinden, was er kurz vor dem Unfall sah. Dabei sendet sein Unterbewusstsein wiederholt Signale; House muss die Erinnerungsfetzen halluzinativ zusammenfügen. House zeigt eine selbst für ihn untypische Besessenheit für den merkwürdigen Fall. Dabei scheint das Rätsel zunächst gelöst, als er eine Luftembolie beim Busfahrer diagnostiziert und heilt, da die Visionen jedoch wiederkehren wird ihm klar, dass der Fahrer nur ein Zufallstreffer war und er tiefer in sein Unterbewusstsein eindringen muss. Er wird zu diesem Zweck von Dr. Chase hypnotisiert, später schluckt er Alzheimermedikamente, um eine Halluzination zu erzwingen, was ihn gleichzeitig in Lebensgefahr bringt, so dass er nach der auflösenden Vision reanimiert werden muss. „In seinem Kopf“ hilft ihm eine unbekannte Frau (Ivana Miličević) mit einem Kettenanhänger aus Bernstein (engl. amber), das Rätsel zu lösen. House hatte sich in einer Kneipe betrunken und wollte sich von Wilson abholen lassen. Da dieser Bereitschaftsdienst hatte, war stattdessen seine Freundin, Amber Volakis, gekommen, um House zu holen, und dann mit ihm in den Bus gestiegen, weil sie ihm seinen Gehstock nachtrug. House wird klar, dass sie bei dem Unfall lebensgefährlich verletzt wurde, in einem anderen Krankenhaus liegt und kurz vor dem Unfall ein Symptom zeigte, an das sich House immer noch nicht genau erinnern kann.

## Entstehung
| Figur               | Darsteller          | Deutscher Sprecher   |
| ------------------- | ------------------- | -------------------- |
| Dr. Gregory House   | Hugh Laurie         | Klaus-Dieter Klebsch |
| Dr. Lisa Cuddy      | Lisa Edelstein      | Sabine Arnhold       |
| Dr. Eric Foreman    | Omar Epps           | Dietmar Wunder       |
| Dr. James Wilson    | Robert Sean Leonard | Robert Missler       |
| Dr. Allison Cameron | Jennifer Morrison   | Tanja Dohse          |
| Dr. Robert Chase    | Jesse Spencer       | Sascha Rotermund     |
| Dr. Chris Taub      | Peter Jacobson      | Jaron Löwenberg      |
| Dr. Lawrence Kutner | Kal Penn            | Markus Pfeiffer      |
| Dr. Remy Hadley     | Olivia Wilde        | Anja Stadlober       |
| Dr. Amber Volakis   | Anne Dudek          | Diana Borgwardt      |
| Gastauftritte       |                     |                      |
| Frau in Schwarz     | Ivana Miličević     | Katja Brügger        |
| Barkeeper           | Fred Durst          | Ingo Schmoll         |

Im Kopf von House war die vierte Folge von Dr. House, bei der Greg Yaitanes Regie führte. Das Drehbuch schrieben Peter Blake, David Foster, Russel Friend, Garrett Lerner und Doris Egan. Executive Producer Katie Jacobs gab an, dass sich die Folge „ein klein wenig“ von den Folgenden unterscheidet. Die Folge sollte nach dem Super Bowl XLII ausgestrahlt werden, was für eine Serie der wohl beste Sendeplatz des Jahres ist. Wegen des Streiks der Writers Guild of America wurden die Pläne dafür durchkreuzt, und die Folge „Cate aus dem Eis“ gezeigt. House’ T-Shirt mit dem Aufdruck eines kaffeetrinkenden Skeletts wurde von dem Designer Taavo entworfen.
Als Lisa Edelstein (Dr. Cuddy) erfuhr, dass sie in einer Szene strippen müsste, rief sie Sheila Kelley an. Sie ist die Frau von Richard Schiff, mit welchem Edelstein schon in The West Wing – Im Zentrum der Macht spielte. Kelley arbeitete bereits an einem Film über Stripperinnen und Edelstein fragte sie um Rat zur Choreografie. Nachdem sie auch Hugh Laurie die Szene vor den Dreharbeiten einmal gezeigt hatte, sagte sie nach dem Dreh, es sei eine „wirklich schöne Erfahrung“ gewesen.
Die Szene des Busunglücks wurde von Stunt-Coordinator Jim Vickers innen gedreht. Dabei war das Heck des Busses in einer Maschine eingespannt, die sich, um die Authentizität der Szene zu wahren, um 360° drehen konnte. Für die Aufnahmen im restlichen Teil des Busses wurden Greenscreen-Leinwände außerhalb des Busses angebracht. Die Aufnahme mit Anne Dudek (Dr. Amber Volakis) wurde separat mit Lichteffekten und Schauspielern, die den Unfall simulierten, gedreht.

## Ausstrahlung
Die Episode wurde erstmals am 12. Mai 2008 beim US-Sender FOX gezeigt. Im Kopf von House wurde während der fünfstündigen Übertragung in den verschiedenen US-amerikanischen Zeitzonen von 14,84 Millionen Zuschauern verfolgt. Sie war nach Dancing with the Stars (der US-amerikanischen Version von Strictly Come Dancing) eine der meistgesehenen Sendungen des Abends und auf Platz neun der beliebtesten Sendungen der Woche. Außerdem sahen 180.000 Zuschauer die Folge zeitverzögert via DVD- oder Festplattenrecorder.
SRF zwei zeigte die Folge am 24. November 2008 in deutschsprachiger Erstausstrahlung. ORF eins folgte drei Tage später am 27. November 2008. In Deutschland zeigte RTL die Folge am 2. Dezember 2008. Im Schnitt kam die Folge auf 3,79 Millionen 14- bis 49-jährige Zuschauer, was einem Marktanteil von 29,3 Prozent entsprach und für den klaren Tagessieg sorgte. Mit insgesamt 4,93 Millionen Zuschauern erreichte Dr. House jedoch erstmals seit Anfang September 2008 weniger als fünf Millionen Menschen.

## Rezeption
Insgesamt erhielt die Folge sehr gute Kritiken. So bezeichnete beispielsweise Sara Morrison (Television Without Pity) die Szene, in der House seine Erinnerungen wiedererlangt, als „die vielleicht besten 10 Fernsehminuten, die man je gesehen hat“. Michelle Romero schrieb in der Entertainment Weekly, sie könne sich „die Folge zweimal anschauen und sie sei gleich gut wie beim ersten Mal“. Gina Dinunno vom TV Guide meinte, die Folge sei „brillant, schnippisch, verwirrend und gar verrucht“.
James Chamberlin von IGN verglich Szenen mit Matrix und bewertete mit 9,5 von 10 Punkten. Mary McNarma von der Los Angeles Times behauptete, die dreiminütige Stripteaseszene von Lisa Cuddy sei „das Geld für einen TiVo [einen Festplattenrekorder] wert.“
Greg Yaitanes wurde für Im Kopf von House bei der Primetime-Emmy-Verleihung 2008 in der Kategorie „Regie für eine Dramaserie“ geehrt. Zudem war Hugh Laurie als „Hauptdarsteller in einer Dramaserie“ nominiert, die Auszeichnung ging jedoch an Bryan Cranston von Breaking Bad. Die Folge wurde außerdem in drei weiteren Kategorien eingereicht, allerdings nicht nominiert.